# Jessica Sklar
Jessica Katherine Sklar (1973) é uma matemática estadunidense, que trabalha com álgebra abstrata, matemática recreativa e popularização da matemática. É professora de matemática da Pacific Lutheran University.

## Formação e carreira
Estudou no Swarthmore College. Graduou-se em inglês e matemática em 1995.
Em seguida foi para a Universidade de Oregon para estudos de pós-graduação em matemática, obtendo um mestrado em 1997 e um Ph.D. em 2001, com a tese Binomial Rings and Algebras, orientada por Frank Wylie Anderson.
É membro da faculdade do Departamento de Matemática da Pacific Lutheran desde 2001.

## Contribuções
Sklar é autora de um open textbook sobre álgebra abstrata, First-Semester Abstract Algebra: A Structural Approach (2017).
Com sua mãe, Elizabeth S. Sklar, é editora do Mathematics in Popular Culture: Essays on Appearances in Film, Literature, Games, Television and Other Media (McFarland & Co., 2012).

## Reconhecimentos
Sklar recebeu o Prêmio Carl B. Allendoerfer de 2011 da Mathematical Association of America por seu artigo com Gene Abrams, The Graph Menagerie: Abstract Algebra and the Mad Veterinarian.